# Не беда
«Не беда» — пятый альбом российской группы «Чайф». Альбом издан на виниле фирмой «Мелодия» в 1990 году. Запись (1989 г.) впервые в истории группы была осуществлена на многоканальный магнитофон и под руководством музыкального продюсера.
Владимир Шахрин, чтобы собрать всех музыкантов на запись этого альбома, купил каждому по билету на поезд в Ленинград, и музыканты по одному приехали в студию. Запись спасла и дружбу, и саму группу «Чайф».

## Список композиций
Автор всех песен — Владимир Шахрин, кроме указанных особо
| №  | Название                  | Музыка                            | Длительность |
| -- | ------------------------- | --------------------------------- | ------------ |
| 1. | «Ошейник»                 | Владимир Бегунов, Владимир Шахрин | 4:09         |
| 2. | «В городе трех революций» |                                   | 4:19         |
| 3. | «Гады»                    |                                   | 3:36         |
| 4. | «Крепость»                |                                   | 4:46         |
| 5. | «Как тебя зовут?»         |                                   | 2:54         |
| 6. | «Способ»                  |                                   | 3:16         |
| 7. | «Не беда»                 |                                   | 6:27         |
| 8. | «Поплачь о нём»           |                                   | 5:14         |

Бонус-треки на различных изданиях:
| №   | Название                                                          | Музыка           | Длительность |
| --- | ----------------------------------------------------------------- | ---------------- | ------------ |
| 9.  | «Песенка про гадость» (бонус на издании Feelee Records 1994 г.)   |                  | 5:35         |
| 10. | «Кот» (бонус на издании Мистерия Звука 2003 г.)                   | Владимир Бегунов |              |
| 11. | «Для меня (Похмельная)» (бонус на издании Мистерия Звука 2003 г.) |                  |              |

## Музыканты
- Владимир Шахрин — гитары, губная гармоника, вокал
- Владимир Бегунов — гитары, вокал
- Антон Нифантьев — бас-гитара, вокал
- Валерий Северин — ударные, вокал
- Алина Нифантьева — бэк-вокал

Запись — 1989 г., студия Ленинградского дворца молодежи, А. Казбеков

Дизайн обложки — Ильдар Зиганшин